# Wadi El Hitan
Wadi Al-Hitan (tiếng Ả Rập: وادي الحيتان, "Thung lũng Cá voi") là một địa điểm cổ sinh vật học nằm tại Faiyum Ai Cập, cách 150 km về phía tây nam Cairo. Nó được UNESCO công nhận là di sản thế giới vào tháng 7 năm 2005 với hàng trăm hóa thạch của một số dạng Phân bộ Cá voi cổ đã tuyệt chủng. Địa điểm này tiết lộ bằng chứng cho lời giải thích của một trong những bí ẩn lớn nhất của sự tiến hóa của cá voi: sự xuất hiện của cá voi như là một động vật có vú đại dương trước đây là một loài động vật trên cạn. Không một nơi nào khác trên thế giới có số lượng, mật độ, chất lượng của các hóa thạch cũng như khả năng tiếp cận và thiết lập của chúng trong một cảnh quan hấp dẫn được bảo vệ. Đó là lý do tại sao nó được UNESCO thêm vào danh sách di sản thế giới được bảo vệ.
Các hóa thạch tìm thấy tại địa điểm này có thể không phải là lâu đời nhất nhưng sự tập trung lớn của chúng trong khu vực và mức độ bảo quản của chúng tốt đến mức cả một số phần của dạ dày vẫn còn nguyên vẹn. Sự hiện diện của các hóa thạch của các loài động vật sớm khác như cá mập, cá sấu, cá đao, rùa và cả cá đuối được tìm thấy ở Wadi Al Hitan cho phép mô phỏng lại các điều kiện môi trường và hệ sinh thái xung quanh vào thời điểm đó.
Những bộ xương hóa thạch đầu tiên của cá voi được phát hiện vào mùa đông năm 1902-3. Trong 80 năm tiếp theo, chúng thu hút được rất ít sự quan tâm, phần lớn là do sự khó tiếp cận của khu vực. Trong những năm 1980, mối quan tâm đến khu vực này được thiết lập lại khi các phương tiện bốn bánh trở nên dễ dàng tiếp cận hơn. Khu vực này được nhà sưu tập hóa thạch quan tâm, và nhiều bộ xương cá voi đã bị lấy đi, vì vậy mà các cuộc kêu gọi để bảo tồn khu vực này được diễn ra. Những gì còn sót lại hiển thị hình dạng điển hình của cá voi hiện đại, nhưng vẫn giữ một số khía cạnh nguyên thủy của cấu trúc hộp sọ và răng. Bộ xương lớn nhất được tìm thấy dài tới 21 mét với chân chèo năm ngón phát triển trên bàn chân trước và sự hiện diện bất ngờ của chân sau với bàn và ngón chân, một điều chưa từng được biết đến trước đây trong bất kỳ tài liệu khảo cổ học nào. Hình dạng của chúng uốn khúc và là loài ăn thịt. Một vài trong số các bộ xương này hiện diện trên bề mặt nhưng hầu hết bị chôn vùi trong các lớp trầm tích, dần dần lộ ra bởi sự xói mòn. Wadi Al Hitan cung cấp bằng chứng hàng triệu năm của sinh vật biển ven bờ.

## Hóa thạch
Wadi Al Hitan là địa điểm quan trọng nhất trên thế giới để chứng minh một trong những thay đổi mang tính biểu tượng kỷ lục về sự sống trên Trái đất, sự tiến hóa của cá voi. Nó mô tả một cách sinh động hình dạng và phương thức sống của chúng trong quá trình chuyển đổi từ động vật trên cạn sang một sinh vật biển. Giá trị của địa điểm này vượt xa các địa điểm khác bởi cả về số lượng, mật độ và chất lượng hóa thạch, khả năng tiếp cận và nằm tại một cảnh quan hấp dẫn được bảo vệ. Tại đây có chứa tập hợp các bộ xương hóa thạch của Phân bộ Cá voi cổ, Bò biển, Động vật bò sát cũng như răng cá mập từ thành tạo Gehannam (40-41 triệu năm trước). Địa tầng ở Wadi Al Hitan thuộc thời gian Trung Eocen và nó chứa khối lượng hóa thạch động vật có xương sống rộng lớn trong phạm vi 200 km vuông. Hóa thạch tại đây có số lượng lớn và hầu hết được bảo quản một cách tuyệt vời. Dễ gặp nhất là xương của cá voi và bò biển với hàng trăm hóa thạch được ghi nhận.